# 래리 블락
래리 블록(Lawrence Joel Block, 1942년 10월 30일 ~ 2012년 10월 7일)은 미국의 배우이다.
뉴욕에서 태어났으며 뉴욕에서 사망하였다.

## 출연 작품
- 헬벤더스: 최후의 성전 (2011년) - 랍비 바인베르그 역
- 돈 세이 워드 (2001년)
- 그녀가 위대하지 않나요 (2000년)
- 빅 나이트 (1996년)
- 유월의 신부 (1990년)
- 나의 푸른 하늘 (1990년)
- 핫 스트리퍼 (1989년)
- 데드 맨 아웃 (1989년)
- 특근 (1985년)
- 퍼스트 패밀리(영어판) (1980년)
- 금지구역 (1979년)
- 슬랩 샷 (1977년)
- 샤머스 (1973년)

### 텔레비전
- 법과 질서 (1990년)
- 매쉬 - 시리즈 (1972년)